# Bulbostylis hispaniolica
Bulbostylis hispaniolica är en halvgräsart som beskrevs av Georg Kükenthal och Erik Leonard Ekman. Bulbostylis hispaniolica ingår i släktet Bulbostylis och familjen halvgräs.
Artens utbredningsområde är Haiti. Inga underarter finns listade i Catalogue of Life.